# Ya tayr el tayer
Ya tayr el tayer (Engels: The Idol) is een Palestijnse biografische film uit 2015 onder regie van Hany Abu-Assad. De film ging in première op 11 september op het 40ste Internationaal filmfestival van Toronto.

## Verhaal
De jonge populaire Palestijnse zanger Mohammad Assaf wordt gevolgd vanaf zijn jeugd tot de volwassenheid. De film toont zijn leven in Gaza tot zijn winst in de zangwedstrijd Arab Idol in 2013.

## Rolverdeling
| Acteur               | Personage            |
| -------------------- | -------------------- |
| Tawfeek Barhom       | Mohammed Assaf       |
| Kais Attalah         | jonge Mohammad Assaf |
| Hiba Attalah         | Nour                 |
| Ahmad Qasem          | jonge Ahmad          |
| Abdel Kareem Barakeh | jonge Omar           |
| Dima Awawdeh         | Amal                 |
| Ahmed Al Rokh        | Omar                 |
| Saber Shreim         | Ahmad                |

## Productie
De film werd geselecteerd als Palestijnse inzending voor de beste niet-Engelstalige film voor de 89ste Oscaruitreiking.